# Radermachera microcalyx
Radermachera microcalyx là một loài thực vật có hoa trong họ Chùm ớt. Loài này được C.Y.Wu miêu tả khoa học đầu tiên năm 1979.